# IRAS 19475+3119
IRAS 19475+3119 ist ein Pre-Planetarischer Nebel im Sternbild Schwan, etwa 15.000 Lichtjahre entfernt. Eine Beobachtung bei 0,43 und 0,6 μm mit dem Hubble-Weltraumteleskop zeigt eine quadrupolare Struktur.
Der Zentralstern hatte ursprünglich 2,5 Sonnenmassen, nach der Entstehung des Nebels verbleiben 0,63 Sonnenmassen. Mit einer 8.300-fachen Leuchtkraft der Sonne wird seine Entfernung auf 4,9 kpc und der Durchmesser auf das 58-fache der Sonne geschätzt.